# Caprella multituberculum
Caprella multituberculum is een vlokreeftensoort uit de familie van de Caprellidae. De wetenschappelijke naam van de soort is voor het eerst geldig gepubliceerd in 1996 door Lee & Lee.